# Сант'Анђело Лимозано
Сант'Анђело Лимозано (итал. Sant'Angelo Limosano) је насеље у Италији у округу Кампобасо, региону Молизе.
Према процени из 2011. у насељу је живело 307 становника. Насеље се налази на надморској висини од 893 м.

## Становништво
| 1931. | 1936. | 1951. | 1961. | 1971. | 1981. | 1991. | 2001. | 2011. |
| ----- | ----- | ----- | ----- | ----- | ----- | ----- | ----- | ----- |
| 1.179 | 1.280 | 1.321 | 975   | 694   | 570   | 484   | 397   | 348   |